# Научно-исследовательский институт социально-трудовых отношений
Государственное учреждение (ГУ) Научно-исследовательский институт (НИИ) социально-трудовых отношений Министерства социальной политики Украины является государственным учреждением с бюджетным финансированием.

## Исторические этапы развития института
Дата создания — 08.04.1966 г. Луганская Центральная нормативно- исследовательская станция по труду постановлением Совета Министров СССР от 28.01.1966 г. № 67 и приказом Государственного комитета СССР по труду и социальным вопросам (от 08.04.1966 г. № 9) преобразована в Донецко-Приднепровский филиал Научно-исследовательского института труда Государственного комитета СССР по труду и социальным вопросам, который через год начал осуществлять в полном объёме научную деятельность.
18.05.1971 г. Донецко-Приднепровский филиал НИИ труда приказом Госкомитета Совета Министров СССР по вопросам труда и заработной платы от 18.05.1971 г. № 15 и приказом НИИ труда от 16.06.1971 г. № 57 преобразован в Украинский филиал НИИ труда Госкомитета СССР по вопросам труда и заработной платы.
12.04.1991 г. В соответствии с п. 3 постановления Совета Министров УССР от 13.09.1990 г. № 252 и приказом Министерства труда УССР от 10.04.1991 г. № 17 на базе Украинского филиала НИИ труда создан Украинский научно-исследовательский институт труда Министерства труда УССР.
01.06.1997 г. В соответствии с п. 2 постановления Кабинета Министров Украины от 02.03.1997 г. № 202 и приказом Минтруда Украины от 05.03.1997 г. № 24 Украинский НИИ труда преобразован в Научно-исследовательский институт социально-трудовых отношений Минтруда Украины.
01.06.2004 г. В связи с требованиями к названиям, введенным в действие Хозяйственным и Гражданским кодексами Украины, название Института определено как Государственное учреждение Научно-исследовательский институт социально-трудовых отношений.
В связи с началом оккупации территории, на которой находится учреждение, институт де-факто не функционирует. Частично, его направления переданы в НИИ труда и занятости населения Минсоцполитики и НАН Украины (г. Киев).

## Общая информация
Основная функция Института: изучение проблем экономики труда и социальной политики на прикладном уровне и разработка механизмов регулирования сферы социально-трудовых отношений.
Направления научной деятельности:
- сопровождение отечественной профессионально-классификационной системы и её адаптация к международным и европейским стандартам;
- разработка, внедрение на практике и сопровождение государственных социальных стандартов;
- разработка составляющих управления, мониторинг функционирования системы Единого государственного автоматизированного реестра льготников; анализ и методическое обеспечение предоставления социальных льгот в адресной, в том числе денежной, форме;
- научное обоснование и научно-методическое обеспечение государственной политики в сфере труда и качества трудовой жизни;
- разработка и экспертиза проектов актов законодательства по вопросам социально-трудовых отношений; проведение научных исследований в сфере становления и развития социального диалога на Украине на всех уровнях коллективно-договорной деятельности;
- изучение и обобщение международных трудовых норм и зарубежного опыта регулирования социально-трудовых отношений, решения проблем совершенствования организации оплаты труда, государственных гарантий и социальной защиты на макро- и микроэкономическом уровнях;
- научное обеспечение государственной политики социальной защиты отдельных наиболее уязвимых категорий населения (лица с ограниченными физическими возможностями, лица без постоянного места проживания, беспризорные дети, лица, возвратившиеся из мест лишения свободы и т. д.);
- программно-аналитическое сопровождение вопросов сбалансирования объёмов подготовки кадров с потребностями рынка труда, создания новых рабочих мест и перераспределения рабочей силы в контексте вступления Украины во ВТО и ЕС, рационального использования трудовых ресурсов в чрезвычайный период и т. д.;
- нормативное обеспечение усовершенствования режимов труда и производственных условий труда.

#### Справочные показатели
| Показатели \ Года                                                                | 2000       | 2001       | 2002       | 2003       | 2004       | 2005       | 2006       | 2007       | 2008       | 2009       | 2010       | 2011       |
| -------------------------------------------------------------------------------- | ---------- | ---------- | ---------- | ---------- | ---------- | ---------- | ---------- | ---------- | ---------- | ---------- | ---------- | ---------- |
| Количество научных сотрудников и общая численность сотрудников Института, чел.,% | 45/57 78,9 | 43/55 78,2 | 41/58 70,7 | 40/57 70,2 | 39/55 70,9 | 40/60 66,6 | 44/66 66,6 | 40/61 65,6 | 39/60 65,0 | 38/59 64,4 | 43/63 68,2 | 42/64 65,6 |
| Количество научно-исследовательских работ: всего, плановые/внеплановые, ед.      | 34 17/17   | 30 17/13   | 38 16/22   | 43 19/24   | 40 16/24   | 53 20/33   | 40 20/20   | 58 21/37   | 52 22/30   | 39 17/22   | 60 21/39   | 44 17/27   |
| Количество публикаций: всего/ед. печатных листов                                 | 30/26,67   | 44/94,17   | 35/35,54   | 54/58,52   | 53/62,09   | 55/94,34   | 92/139,96  | 64/90,42   | 60/83,96   | 74/82,83   | 46/24,73   | 72/59,82   |
| Участие в конференциях численность/количество участников                         | 25/11      | 20/15      | 18/14      | 35/24      | 25/18      | 21/11      | 40/17      | 46/17      | 45/15      | 34/12      | 47/14      | 39/11      |
| Среднее количество НИР на одного научного сотрудника                             | 0,75       | 0,7        | 0,93       | 1,08       | 1,02       | 1,32       | 0,9        | 1,45       | 1,33       | 1,03       | 1,4        | 1,2        |